# Museu dos Cordofones
O Museu dos Cordofones pertence ao artesão Domingos Machado, situa-se  em Tebosa, Braga, foi inaugurado a 22 de setembro de 1995. É um museu de referência em Portugal sobre os cordofones, e pela história uma homenagem ao próprio artesão.

## Sr. Domingos Machado
Sr. Domingos Machado (nasceu em 1936) desde a tenra idade aprendeu a arte, transmitida pelo seu pai. Com a evolução dos tempos e da arte, foi ganhando reputação nacional e internacional. Já fez instrumentos para vários museus nacionais e internacionais, como para personalidades de relevo, George Harrison, Donovan, Júlio Pereira, Fernando Tordo, Carlos Mendes, entre outros. Idealizou a construção de um museu sobre a sua arte. Após vários entraves e dificuldades, a 22 de setembro de 1995 inaugura o seu museu de cordofones, sem qualquer tipo de apoio, contributo ao subsídio. A sua vida e obra já foram objecto de tese em universidades.

## Museu
O museu possui uma enorme variedade de cordofones, incluindo as variações que foram tomando ao longo dos séculos após a época medieval. Os cordofones encontram-se organizados e catalogados. É de salientar que todos os instrumentos foram construídos de raiz pelo artesão e encontram-se todos operacionais. Existe também  uma enorme documentação sobre a sua obra, obras de arte e fotos. É ainda possível visitar a oficina artesanal onde o artesão fabrica os cordofones.